# Wallace Roney
Wallace Roney, né le 25 mai 1960 à Philadelphie et mort le 31 mars 2020 à Paterson, est un trompettiste américain de jazz. 

## Biographie
Wallace Roney a étudié à l'université Howard de Washington et au Berklee College of Music.
Il fait partie des Jazz Messengers d'Art Blakey au début des années 1980 puis du quintet de Tony Williams. En 1991, il joue avec Miles Davis au festival de Jazz de Montreux. À la mort de Miles Davis, Roney fait une tournée à sa mémoire avec Wayne Shorter, Herbie Hancock, Ron Carter et Williams. Pour son album A Tribute to Miles, il est récompensé par un Grammy Award.

### Vie privée
Wallace Roney était marié avec la pianiste Geri Allen jusqu'au décès de celle-ci le 27 juin 2017 à Philadelphie. Ils vivaient à Montclair dans le New Jersey.
Roney meurt à Paterson, dans le New Jersey, le 31 mars 2020 à l'âge de 59 ans après des complications liées au Covid 19.

## Discographie
- 1994 : A Tribute to Miles
- 1997 : According To Mr.Roney
- 2016 : A Place in Time

Avec Terri Lyne Carrington
- 2002 : Jazz is a Spirit